# الصراع العلوي العباسي
الصراع العلوي العباسي هو سلسلةٌ من المواجهات السياسية والعسكرية والعقائدية بين البيت العلوي (ذرية علي بن أبي طالب وفاطمة الزهراء) والبيت العباسي (ذرية العباس عمّ النبي)، امتدّت منذ قيام الدولة العباسية سنة 132هـ/750م حتى سقوط بغداد على يد المغول سنة 656هـ/1258م.

## الخلفية التاريخية
شهدت مكّة في ذي الحجة سنة 127هـ/744م اجتماعاً هاشميّاً «شِبه سرّي» جمع أجنحة بني هاشم—العباسيين، والعلويين الحسنيّين والحسينيّين، وأحفاد جعفر وعَقيل وغيرهم للبتّ في إستراتيجية إسقاط الأمويين. ولتفادي صدام مبكّر بين الطامحين إلى السلطة، رُفع شعارٌ فضفاض هو «الرِّضا من آل محمد»؛ عبارة مبهمة تعهّد أصحابها بموالاة «شخصٍ مقبول من العترة» من غير أن يصرّحوا باسمه، فتركت الباب مفتوحاً أمام كلّ فرع لادّعاء الأحقّية لاحقاً. كان المؤتمر سوقَ مساوماتٍ مكشوفة: كلّ طرفٍ يفاوض على حصّته من «الشرعية الرمزية» (النسب، الذّاكرة الجمعية، الكاريزما الدينية) مقابل «القوّة الصلبة» (الرجال والسلاح والمال). تَعمَّد العباسيون وخاصة محمد بن علي العباسي إخفاء هُويتهم خلف الشعار، ثم أوكلوا إلى شبكات «الدعوة الهاشمية» في خراسان بناء قاعدةٍ عسكرية‑اجتماعية مستقلة بعيداً عن عيون منافسيهم؛ وهو ما وصفته المصادر لاحقاً بشبكات «التنظيم السرّي» التي اعتمدت على الولاء المبطَّن والتجنيد المتدرِّج قبل إعلان الثورة العلنيّة.
بمجرّد نجاح الثورة سنة 132هـ، إعتلى العباسيون بقيادة عبدالله السفاح وأخيه أبو جعفر المنصور مشروع «الرضا من آل محمد» بالكامل، فعملوا إلى إبعاد كافة العلويين والطالبيين عن مركز القرار وأغدقوا عليهم عطايا شكلية لكسب الوقت ما أطلق شرارة صراعات النفوذ وحروب الشرعية التي ستستمرّ خمسة قرون. الكُتّاب المعاصرون يصفون هذا التحوّل بأنه سيطرة إنتهازية على الثورة؛ تقارير الاستشراق الحديث تشير إلى أنّ العباسيين لم يدخلوا على خطّ القيادة إلّا في اللحظات الأخيرة، ثم فرضوا أنفسهم حكّاماً مطلقين بقوّة الواقع وأدوات السلطة والسياسة.

## تأريخ عام للصراع وتطوّراته
يَكشف المسار الزمني أدناه كيف تحوّلت ادعاءات «شرعية آل البيت» إلى أداةٍ متبادَلة في ساحات الهيمنةٍ السياسية حول العالم الإسلامي استمرت خمسة قرون.

#### العصر العباسي الأوّل (القرن 2 هـ / 8 م)
- 762م – ثورة محمد النفس الزكيّة : استخدم أحفادُ الحسن بن علي شعار «الأحقية بالنسب» وسيلةً لتعبئة الأنصار ضد أبو جعفر المنصور؛ لكنّ افتقارهم إلى شبكة تمويلٍ مستدامة حوّل مشروعهم إلى مواجهةٍ خاسرة انتهت بإعدام محمد قرب المدينة.[4]
- 786م – معركة فخّ: ردّ العباسيون على انتفاضة الحسين بن علي بن الحسن بضربٍ عسكري مباشر؛ قُتل القائد، ونجا إدريس بن عبد الله ليُعيد تدوير ورقة الشرعيّة في المغرب ويُنشئ دولة الأدارسة (788م).[5]

العصر العباسي المتوسّط (القرن 3–4 هـ / 9–10 م)
- 815م – تمرد أبي السرايا: أظهر أبو السرايا الشيباني كيفية توظيف «قيمة النسب» كعلامة تجارية؛ فقد وضع على رأس حركته علويّين صوريّين بينما احتفظ هو بسلطة القرار العسكري والتمويلي. ردّ المنصور بآلية احتواء مزدوجة: القمع العسكري وشراء نُخب الكوفة نقدًا.[6]
- 817م – ولاية العهد لعلي الرضا: غيّر المأمون لون الراية من الأسود إلى الأخضر في «مناورة رمزية» لاستقطاب العاطفة الشيعية. لكن الانقلاب الداخلي في بغداد كشف أنّ الشرعية الرمزية بلا قوّة صلبة تبقى هامشاً إعلامياً؛ أُلغي الاتفاق بعد موت الرضا المفاجئ، فعادت الرايات السوداء.[7]

نشوء الدول العلوية المنافسة (القرن 4 هـ / 10 م)
- 909‑1171م – الدولة الفاطمية: حول عبيد الله المهدي «خطاب المظلومية» إلى دولةٍ عابرة للأقاليم؛ اعتمد حملةَ دعوةٍ منظّمة، جامعاً الأزهر كأداة تعليم/دعاية، وسكَّ عملةً ذات شعارات مهدوية. واجه العباسيون التحدّي بإنشاء مدارس نظاميّة لتوحيد الصف السُنّي وبتفويض السلاجقة للقيام بالعمل القتالي.

العصر العباسي المتأخّر (القرن 5–7 هـ / 11–13 م)
- 945‑1055م – الهيمنة البويهية: مارس البويهيون «سلطة ظلّية»؛ احتفظوا بالخليفة العباسي كواجهةٍ لاستخدام ختمه المالي والدبلوماسي، بينما أطلقوا الطقوس الشيعية في المجال العام لكسب الشرعية الجماهيرية.
- 1055‑1157م – الحماية السلجوقية: استبدل السلاجقة تكتيك «الظلّ» بإستراتيجية «الوصاية العسكرية»؛ أبقوا الرمزية العباسية مقابل تفويض يتضمن الضرائب وحقّ التعيين.
- حركة الحشاشين: استخدم النزاريّون الاغتيال الموجّه كأداة هيمنة نفسيّة بديلة للجيوش النظامية؛ بلغت الجرأة وضع خنجرٍ تحت وسادة صلاح الدين الأيوبي لإبلاغ رسالة «تكلفة الأمن».
- 1258م – سقوط بغداد: أظهَر الغزو المغولي حدود «الواجهة العباسية» بعد استنزاف قرونٍ من الصراع الداخلي؛ تركت القوى الخارجية النزاع العلوي العباسي جانباً واستهدفت المخزون المادّي للخلافة مباشرةً. حاول مؤرخوا العباسيين تعليق الفشل على «تواطؤ ابن العلقمي» إلقاء لوم يخبئ عجز الطبقة العسكرية والديوانية عن حماية مراكز الثقل.[8]

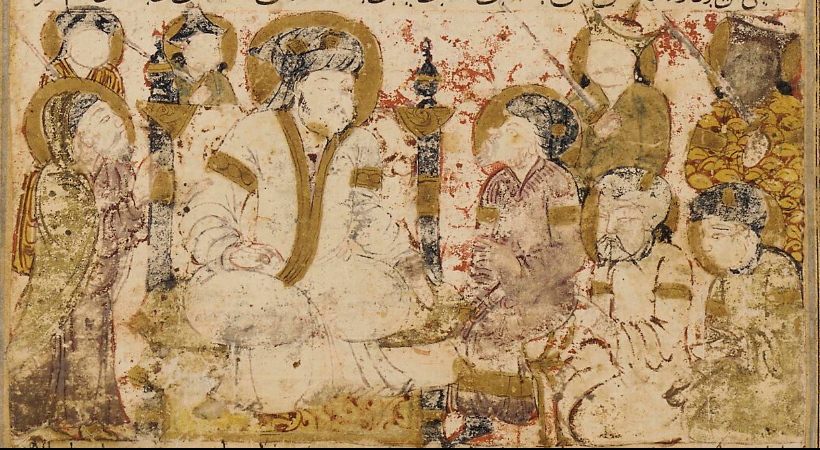
تنصيب السفّاح (132هـ): إعلانٌ رسمي لاستحواذ العباسيين على مركز الشرعية الهاشمية.
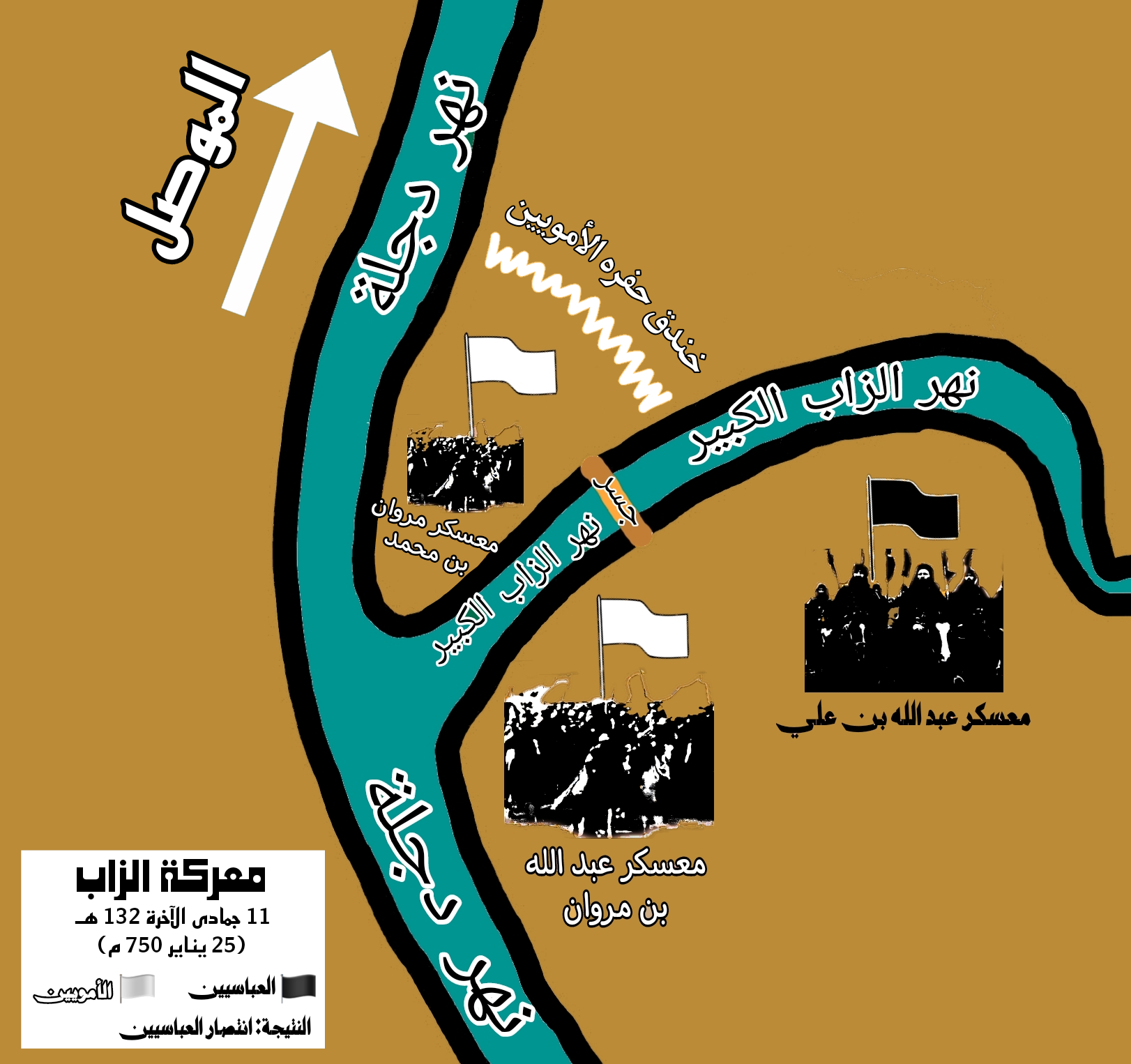
معركة الزاب (132هـ): إبادة للبيت الأموي وإعادة توزيع للسلطة المسلحة.
خريطة دولة الأدارسة: أول تحوّل للنسب العلوي إلى نفوذ جغرافي مستقلّ.
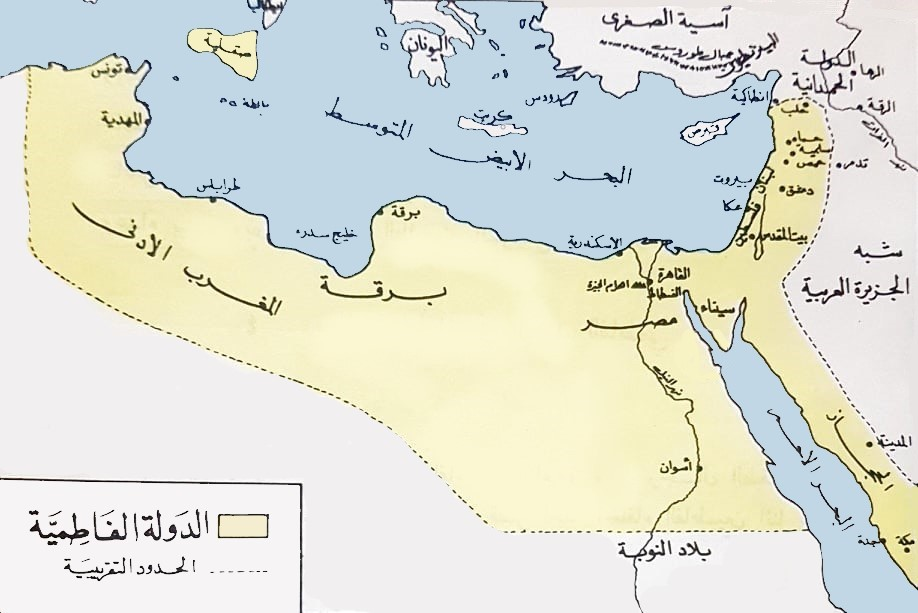
أقصى امتداد للدولة الفاطمية: نموذجٌ لنقل شرعية النسب إلى مشروعٍ إمبراطوري.

## آراء المستشرقين
- برنارد لويس عَدَّ تطوّر الشرعية الشيعية ردَّ فعل إنتقامي على استئثار العباسيين بالسلطة.[1]
- مونتغمري وات رأى نجاح العباسيين في عصورهم الأولى على العلويين نتيجة خطاب مزدوج يوظّف العاطفة الدينية والحنكة السياسية.[9]
- دراسات حديثة (مادلونغ، هالم) أبرزت البعد العقائدي والتحشيد الديني المتأصل في الحركة العلوية ضد الأمويين والعباسيين ونقدت الطرح الاستشراقي التقليدي.[10]